# مسرح ماسيمو

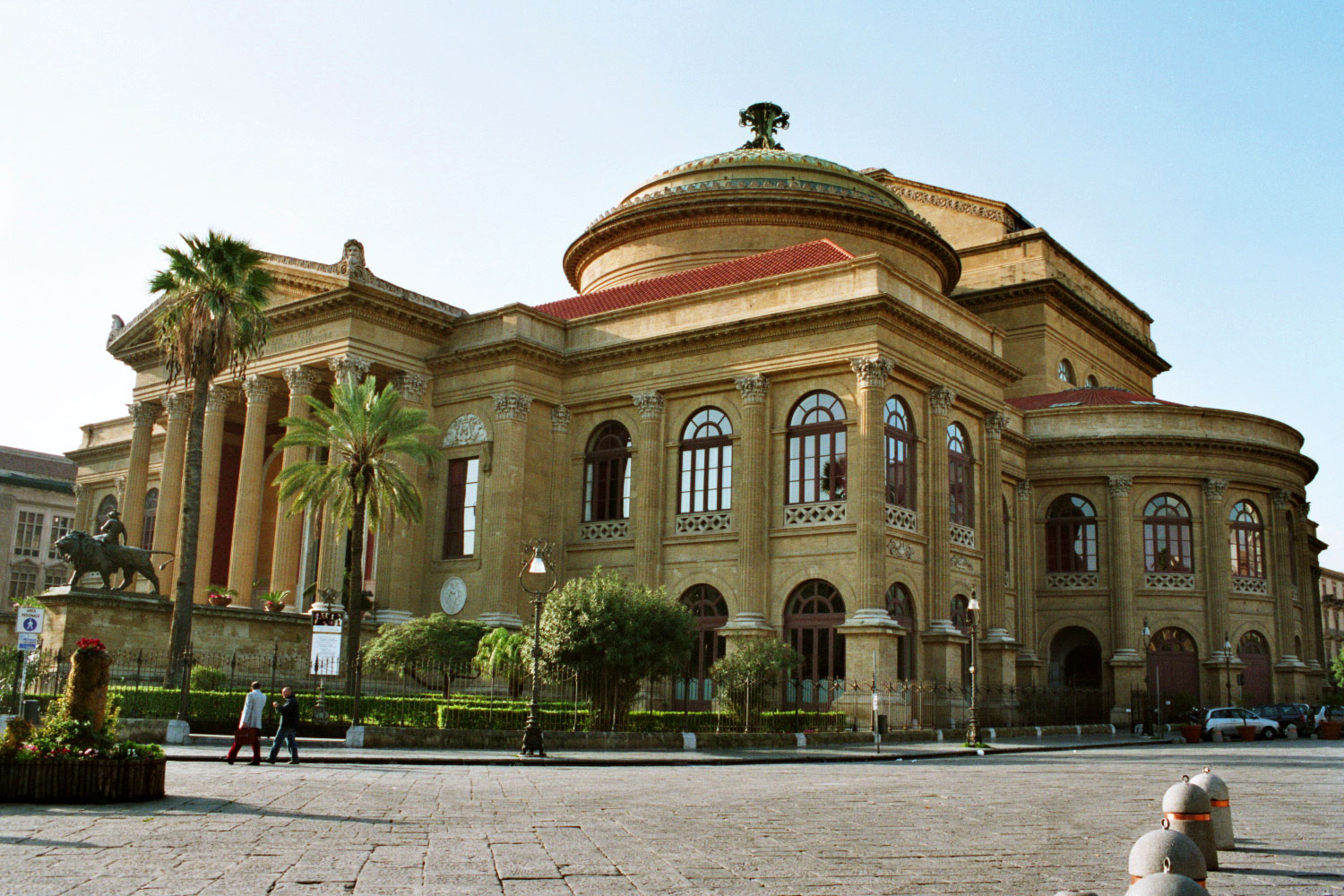
مسرح ماسيمو

مسرح ماسيمو فيتوريو ايمانويلي (بالإيطالية: Teatro Massimo Vittorio Emanuele) هو دار أوبرا وشركة أوبرا تقع في بياتسا فيردي في باليرمو في صقلية. خصص المبنى للملك فيكتور ايمانويلي الثاني. يعد المسرح الأكبر في إيطاليا وأحد أكبرها في أوروبا (الثالث بعد أوبرا باريس الوطنية ودار أوبرا فيينا). يشتهر بصوتياته المتميزة.
تم تصوير المشاهد الأخيرة من فيلم العراب الجزء الثالث (1990) للمخرج فرانسيس فورد كوبولا في المسرح، حيث يظهر عم فرانسيس فورد كوبولا، الملحن وقائد الأوركسترا أنطون كوبولا، وهو يقود أوبرا كافالريا روستيكانا كافالريا روستيكانا.